# Țaga
Țaga là một xã thuộc hạt Cluj, România. Dân số thời điểm năm 2002 là 2155 người.